# I. e. 102
Évszázadok: i. e. 3. század – i. e. 2. század – i. e. 1. század
Évtizedek: i. e. 150-es évek – i. e. 140-es évek – i. e. 130-as évek – i. e. 120-as évek – i. e. 110-es évek – i. e. 100-as évek – i. e. 90-es évek – i. e. 80-as évek – i. e. 70-es évek – i. e. 60-as évek – i. e. 50-es évek
Évek: i. e. 107 – i. e. 106 – i. e. 105 – i. e. 104 –  i. e. 103 – i. e. 102 – i. e. 101 – i. e. 100 – i. e. 99 – i. e. 98 – i. e. 97

## Események

### Róma
- Quintus Lutatius Catulust és Caius Mariust (negyedszer) választják consulnak.
- Quintus Caecilius Metellus Numidicus és unokatestvére, Caius Caecilius Metellus Caprarius lesznek a censorok. Metellus Numidicus megpróbálja kitaszíttatni a szenátusból Lucius Appuleius Saturninust, de nem jár sikerrel. Saturninus azonban csellel (az egyik törvényének betartására felesküvést követel, amit mindenki letesz csak Metellus nem) kizáratja Metellust a szenátori rendből.
- A teutonok ismét Gallia Transalpinára támadnak, míg a kimberek átkelnek az alpesi hágókon és betörnek Itáliába. Marius a Aquae Sextiae-i csatában döntő vereséget mér a teutonokra és az ambrones kelta törzsre; a férfiakat lemészárolva, a nőket és a hadifoglyokat rabszolgának eladva gyakorlatilag mindkét népet megsemmisíti.
- Catulus Trentinum mellett várja a kimberek érkezését, majd látva, hogy nagy létszámfölényben vannak, a katonái menekülését kordában tartva visszavonul Veronába.
- Megkezdődik a dél-anatóliai Cilicia római provinciává való szervezése. Marcus Antonius Orator praetor sikeresen harcol a térséget uralmuk alatt tartó kalózok ellen.

### Hellenisztikus birodalmak
- Az egyiptomi III. Kleopátra szövetséget köt VIII. Antiokhosz szeleukida királlyal (unokaöccsével). Ennek megpecsételésére lányát, V. Kleopátra Szelénét elválasztja fiától, X. Ptolemaiosztól és elküldi feleségül Antiokhosznak.

### Kína
- Kína újabb - ezúttal sikeres - hadjáratot indít a közép-ázsiai Tajüan királysága ellen. Tajüan évenkénti adót megfizetésére kényszerül, többek között helyi lovakat kell szállítaniuk, amelyek sokkal jobbak, mint a kínaiakéi.

## Születések
- Quintus Tullius Cicero, római politikus és hadvezér, a híres szónok öccse.

## Fordítás
- Ez a szócikk részben vagy egészben  a(z)   102 av. J.-C. című francia Wikipédia-szócikk ezen változatának fordításán alapul.  Az eredeti cikk szerkesztőit annak laptörténete sorolja fel. Ez a jelzés csupán a megfogalmazás eredetét és a szerzői jogokat jelzi, nem szolgál a cikkben szereplő információk forrásmegjelöléseként.